# Kevin Stuhr Ellegaard
Kevin Stuhr Ellegaard, född Kevin Stuhr Larsen 23 maj 1983 i Köpenhamn, är en dansk före detta fotbollsmålvakt.
Han har tidigare spelat för engelska klubbarna Manchester City och Blackpool, den tyska klubben Hertha BSC och den nederländska klubben SC Heerenveen. Ellegaard har spelat 56 matcher för olika danska ungdomslandslag, bland annat 20 matcher för det danska U21-landslaget. Han har blivit uttagen i det A-landslaget ett flertal gånger men har inte än fått göra sin debut. Han blev svensk mästare med Elfsborg 2012.

## Karriär
Efter åtta år i IF Elfsborg lämnade Stuhr Ellegaard klubben efter säsongen 2019. I januari 2020 skrev han på för danska FC Helsingør. I december 2021 meddelade Stuhr Ellegaard att han avslutade sin fotbollskarriär.